# تورط الولايات المتحدة في تغيير النظام
إن تورط الولايات المتحدة في تغيير النظام يستلزم إجراءات علنية وسرية تهدف إلى تغيير الحكومات الأجنبية أو استبدالها أو الحفاظ عليها. في النصف الأخير من القرن التاسع عشر، بدأت حكومة الولايات المتحدة إجراءات لتغيير الأنظمة السياسية (أنظمة الحكم) بشكل رئيسي في أمريكا اللاتينية وجنوب غرب المحيط الهادئ، وشملت الحروب الإسبانية الأمريكية والفلبينية الأمريكية. في بداية القرن العشرين، شكلت الولايات المتحدة أو أقامت حكومات صديقة في العديد من البلدان في جميع أنحاء العالم، بما في ذلك الجيران بنما وهندوراس ونيكاراغوا والمكسيك وهايتي والجمهورية الدومينيكية.
خلال الحرب العالمية الثانية، ساعدت الولايات المتحدة في الإطاحة بألمانيا النازية أو أنظمة الدمى الإمبراطورية اليابانية. ومن الأمثلة على ذلك الأنظمة في الفلبين وكوريا والجزء الشرقي من الصين ومعظم أوروبا. كانت قوات الولايات المتحدة أيضًا مفيدة في إنهاء حكم أدولف هتلر على ألمانيا وبينيتو موسوليني على إيطاليا.
في أعقاب الحرب العالمية الثانية، كافحت الحكومة الأمريكية مع الاتحاد السوفيتي من أجل قيادة العالم والتأثير في سياق الحرب الباردة. وسعت النطاق الجغرافي لأعمالها خارج منطقة عملياتها التقليدية، أمريكا الوسطى ومنطقة البحر الكاريبي. شملت العمليات المهمة الانقلاب الإيراني عام 1953 الذي نظمته الولايات المتحدة والمملكة المتحدة، وغزو خليج الخنازير عام 1961 الذي استهدف كوبا، ودعمًا للإطاحة بسوكارنو على يد الجنرال سوهارتو في الجيش في إندونيسيا. بالإضافة إلى ذلك، تدخلت الولايات المتحدة في الانتخابات الوطنية للعديد من البلدان، بما في ذلك في اليابان في الخمسينيات والستينيات من القرن الماضي للحفاظ على الحزب الديمقراطي الليبرالي اليميني المفضل في السلطة باستخدام الأموال السرية، في الفلبين لتنظيم حملة رامون ماجسايساي للرئيس في عام 1953، وفي لبنان لمساعدة الأحزاب المسيحية في انتخابات عام 1957 باستخدام ضخ النقود السرية. نفذت الولايات المتحدة 81 تدخلاً علنًا وسريًا على الأقل في الانتخابات الخارجية خلال الفترة 1946-2000.
أيضا بعد الحرب العالمية الثانية، والولايات المتحدة في عام 1945 صدقت  من ميثاق الأمم المتحدة، وثيقة القانون الدولي البارز،  الذي ملزمة قانونيا حكومة الولايات المتحدة لأحكام الميثاق، بما في ذلك المادة 2 (4)، الذي يحظر التهديد أو استخدام القوة في العلاقات الدولية، إلا في ظروف محدودة للغاية. لذلك، فإن أي إدعاء قانوني تقدم لتبرير تغيير النظام من قبل قوة أجنبية يحمل عبئا ثقيلا للغاية.
بعد تفكك الاتحاد السوفيتي، قادت الولايات المتحدة أو دعمت الحروب لتحديد حكم عدد من البلدان. تضمنت أهداف الولايات المتحدة المعلنة في هذه النزاعات خوض الحرب على الإرهاب كما في حرب أفغانستان عام 2001، أو إزالة الأنظمة الديكتاتورية والعدائية في حرب العراق عام 2003 والتدخل العسكري في ليبيا عام 2011 .

## تدخلات القرن التاسع عشر

### 1887-1889: ساموا
في ثمانينيات القرن التاسع عشر، كانت ساموا ملكية مع اثنين من المطالبين المتنافسين على العرش: ماليتوا لوبيبا وماتافا يوسيفو. كانت أزمة ساموا مواجهة بين الولايات المتحدة وألمانيا وبريطانيا العظمى من عام 1887 إلى عام 1889، حيث دعمت القوى المطالبين المنافسين بعرش جزر ساموا التي أصبحت الحرب الأهلية الأولى في ساموا. وافقت القوى في النهاية على أن يصبح ماليتوا لوبيبا ملكًا. بعد انسحاب القوات، استمرت الحرب الأهلية حتى عام 1894 ، عندما أمّن لوبيبا سلطته.[بحاجة لمصدر]

## 1893-1917: الإمبراطورية الأمريكية والتوسعية

### 1890s

#### 1893:مملكة هاواي
قام أعداء الملوك، ومعظمهم من الأمريكيين، في هاواي، بالإطاحة بمملكة هاواي. في 17 يناير 1893 ، تمت الإطاحة بالملكة ليلي أوكالاني. أعيد تشكيل هاواي في البداية كجمهورية مستقلة، ولكن الهدف النهائي للعمل كان ضم الجزر إلى الولايات المتحدة، والذي تم إنجازه أخيرًا في عام 1898. [بحاجة لمصدر]

### في القرن العشرين

#### 1900 - 1920: هندوراس
In what became known as the «حروب الموز،» between the end of the الحرب الأمريكية الإسبانية in 1898 and the inception of the سياسة حسن الجوار in 1934, the U.S. staged many military invasions and interventions in أمريكا الوسطى and the الكاريبي. One of these incursions, in 1903, involved regime change rather than regime preservation. The قوات مشاة بحرية الولايات المتحدة، which most often fought these wars, developed a manual called The Strategy and Tactics of Small Wars in 1921 based on its experiences. On occasion, the بحرية الولايات المتحدة provided gunfire support and القوات البرية للولايات المتحدة troops were also used. The شركة الفاكهة المتحدة and Standard Fruit Company dominated تاريخ هندوراس' key موز export sector and associated land holdings and railways. The U.S. staged invasions and incursions of US troops in 1903 (supporting a coup by مانويل بونيلا), 1907 (supporting Bonilla against a Nicaraguan-backed coup), 1911 and 1912 (defending the regime of ميغيل ر دافيلا from an uprising), 1919 (peacekeeping during a civil war, and installing the caretaker government of Francisco Bográn), 1920 (defending the Bográn regime from a general strike), 1924 (defending the regime of رافاييل لوبيز غوتييريز from an uprising) and 1925 (defending the elected government of ميغيل باز باراهونا) to defend US interests.

### 1910s

#### 1912-1933: نيكاراغوا
في السنوات التي أعقبت تمرد استرادا، استمر الصراع بين الليبراليين والمحافظين. كانت القروض والأعمال التجارية الأمريكية مهددة. أجبر وزير الحرب الجنرال لويس مينا إسترادا على الاستقالة وحل محله نائب الرئيس المحافظ أدولفو دياز. كان دياز متحالفًا مع الولايات المتحدة، مما جعله لا يحظى بشعبية مع سكان نيكاراغوا ومينا. أجبر مينا مجلس الوزراء على تعيينه خليفة لدياز، لكن الولايات المتحدة لم تعترف بالقرار. ونتيجة لذلك، قاد مينا تمردًا مع الليبراليين ضد دياز وأعلن نفسه رئيسًا لنيكاراغوا. [بحاجة لمصدر]

أرسلت إدارة تافت قوات إلى نيكاراغوا واحتلت البلاد. عندما وصلت إدارة ويلسون إلى السلطة، قاموا بتمديد فترة الإقامة وسيطروا على السيطرة المالية والحكومية الكاملة على البلاد، تاركين مفوضين مدججين بالسلاح. قام الرئيس الأمريكي كالفين كوليدج بإزالة القوات من البلاد، تاركًا مفوضًا وأدولفو دياز مسؤولاً عن البلاد. انتهى المطاف بالمتمردين بالاستيلاء على المدينة بالمفوضية وطلب دياز عودة القوات، وهو ما فعلوه بعد بضعة أشهر من مغادرتهم. قاتلت الحكومة الأمريكية المتمردين بقيادة أوغوستو سيزار ساندينو. انسحب فرانكلين دي روزفلت لأن الولايات المتحدة لم تعد قادرة على الاحتفاظ بقواتها في البلاد بسبب الكساد الكبير. التدخل الثاني في نيكاراغوا سيصبح أحد أطول الحروب في تاريخ الولايات المتحدة. تركت الولايات المتحدة مسؤولية عائلة سوموزا، التي قتلت ساندينو عام 1934.

#### 1915-1934: هايتي
احتلت الولايات المتحدة هايتي من عام 1915 إلى عام 1934. كانت البنوك التي تتخذ من الولايات المتحدة مقراً لها قد أقرضت الأموال لهايتي وطلبت البنوك تدخل الحكومة الأمريكية. في مثال على "دبلوماسية الزوارق الحربية" ، أرسلت الولايات المتحدة أسطولها البحري للترهيب ليشق طريقه. في نهاية المطاف، في عام 1917 ، شكلت الولايات المتحدة حكومة جديدة وأملي شروط الدستور الهايتي الجديد لعام 1917 الذي أدخل تغييرات شملت إنهاء الحظر المسبق على ملكية الأراضي من قبل غير الهايتيين. كان مجموعة الكاكوس العسكرية في الأصل مليشيات مسلحة من العبيد السابقين الذين تمردوا وسيطروا على المناطق الجبلية في أعقاب الثورة الهايتية في عام 1804. خاضت هذه الجماعات حرب عصابات ضد الاحتلال الأمريكي فيما عُرف باسم "حروب كاكو".

#### 1916-1924: جمهورية الدومينيكان
غزت قوات مشاة البحرية الأمريكية جمهورية الدومينيكان واحتلتها من عام 1916 إلى عام 1924 ، وسبق ذلك تدخلات عسكرية أمريكية في أعوام 1903 و1904 و1914. نصبت البحرية الأمريكية أفرادها في جميع المناصب الرئيسية في الحكومة وسيطرت على جيش الدومينيكان والشرطة. في غضون يومين، استقال الرئيس خوان إيسيدرو خيمينيس.

#### 1917–1919: ألمانيا
بعد إصدار برقية زيمرمان، انضمت الولايات المتحدة إلى الحرب العالمية الأولى في 6 أبريل 1917 ، معلنة الحرب على الإمبراطورية الألمانية، الملكية. جعلت إدارة ويلسون شرط الاستسلام هو تنازل القيصر وإنشاء جمهورية ألمانية. كان وودرو ويلسون قد وضع سياسة الولايات المتحدة «لجعل العالم آمنًا للديمقراطية». استسلمت ألمانيا في 11 نوفمبر 1918. تنازل القيصر فيلهلم الثاني في 28 نوفمبر 1918. في حين أن الولايات المتحدة لم تصدق عليها، فإن معاهدة فرساي في عام 1919 كان لها الكثير من المدخلات من الولايات المتحدة. كلف بإخراج القيصر فيلهلم الثاني من الحكومة ومحاكمته، على الرغم من أن الجزء الثاني لم يتم تنفيذه. ثم أصبحت ألمانيا جمهورية فايمار ، ديمقراطية ليبرالية. وقعت الولايات المتحدة على معاهدة السلام بين الولايات المتحدة وألمانيا في عام 1921 ، مما أدى إلى ترسيخ الاتفاقات المبرمة سابقًا لبقية قوات الحلفاء مع الولايات المتحدة 

### 1944–1946: فرنسا

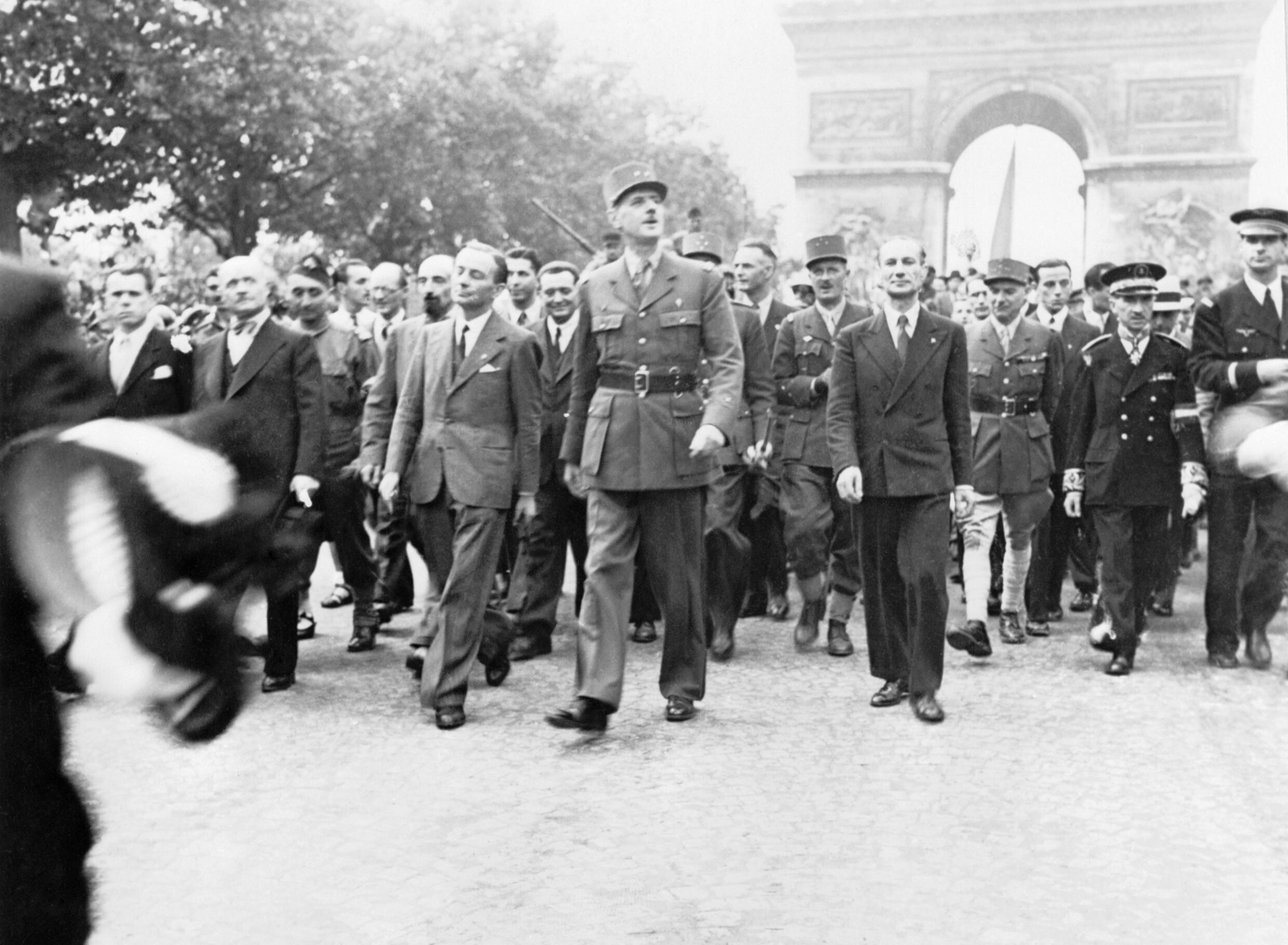
قام الجنرال ديغول والوفد المرافق له بالتجول في شارع الشانزليزيه إلى كاتدرائية نوتردام لحضور حفل تي دوم عقب تحرير المدينة في 25 أغسطس 1944.

### 1944-45: بلجيكا

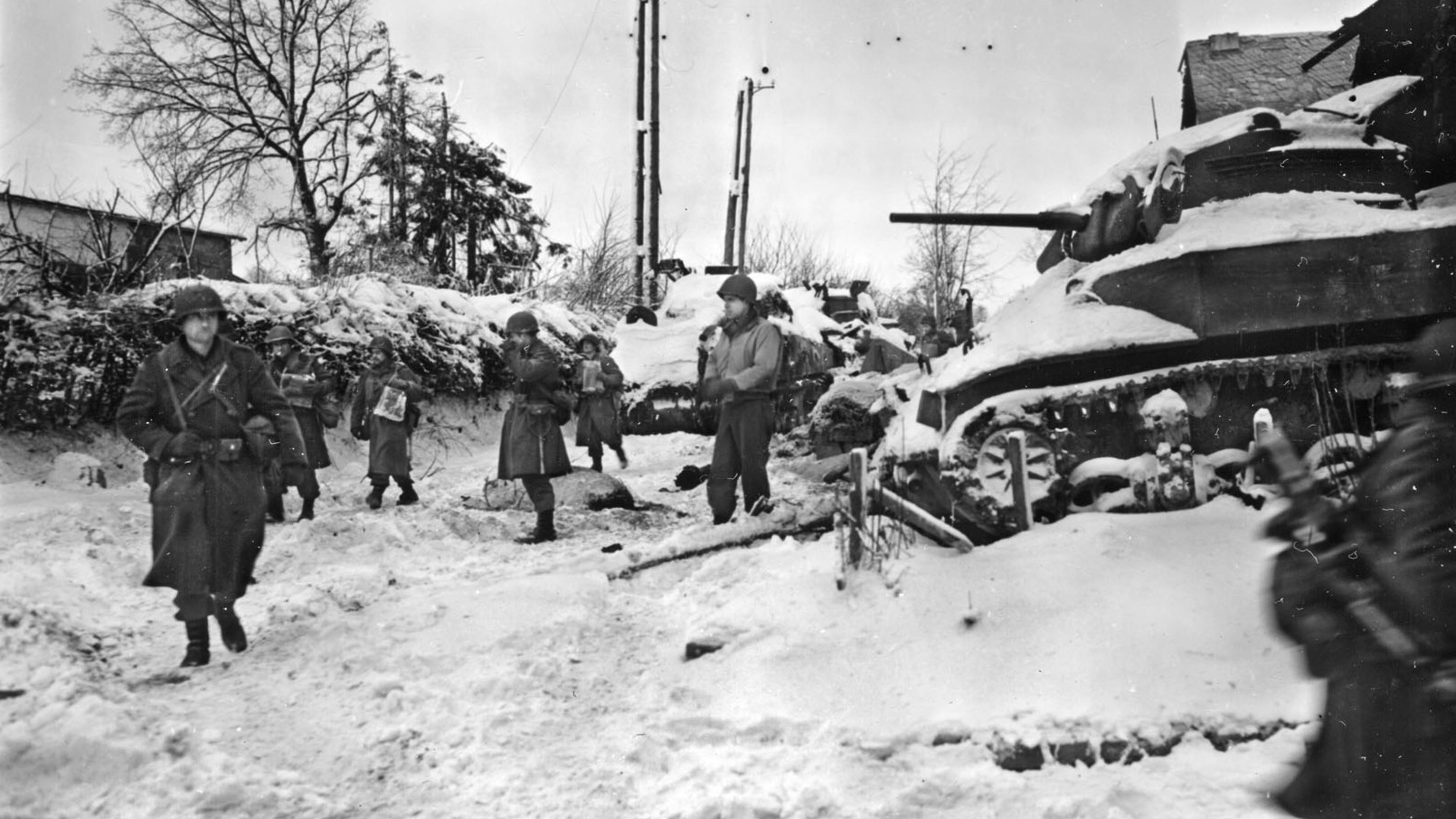
القوات الأمريكية خلال معركة الانتفاخ

### 1945-1952: اليابان

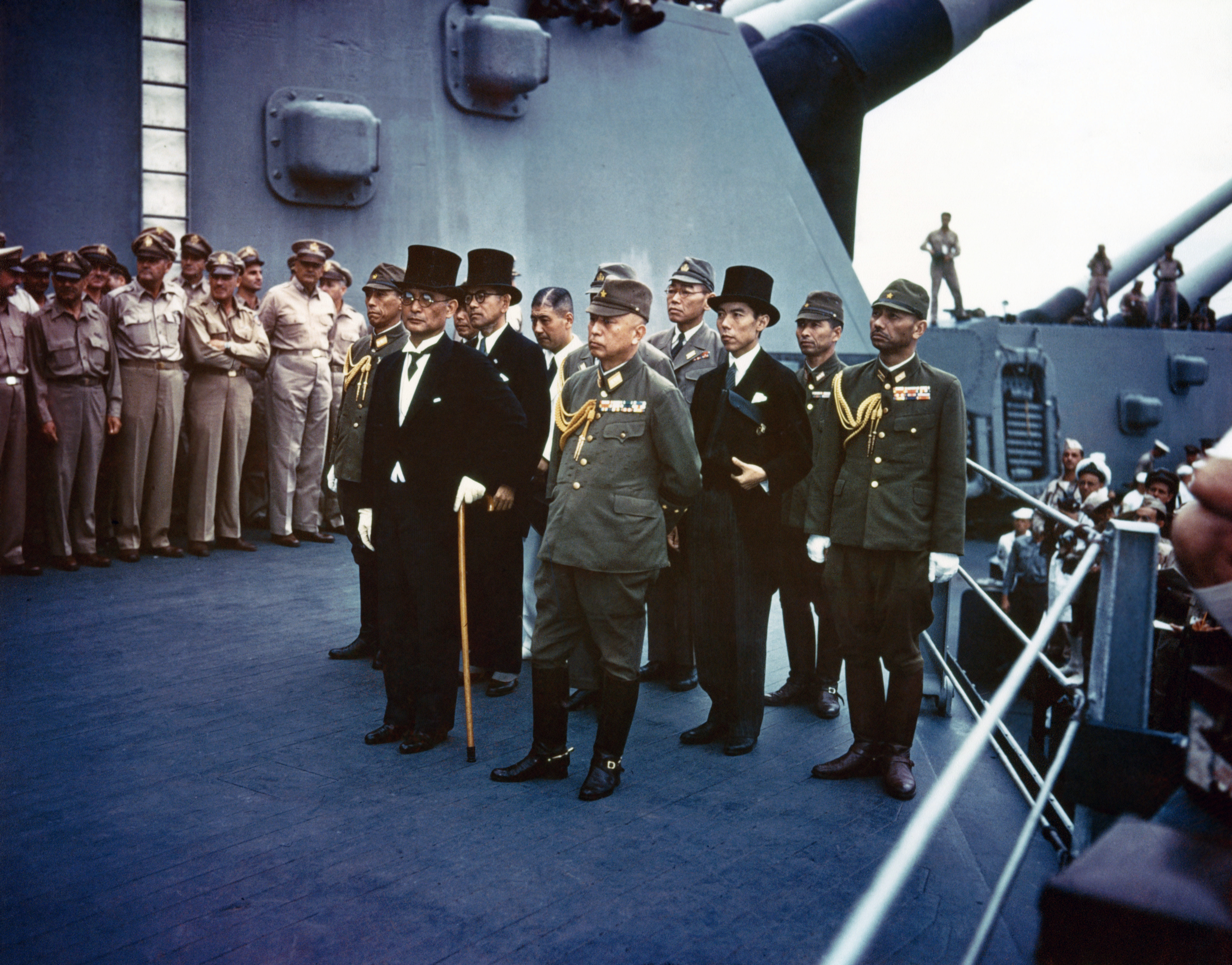
يقف ممثلو إمبراطورية اليابان على متن حاملة الطائرات الأمريكية ميسوري قبل التوقيع على أداة الاستسلام.

### الحرب الكورية

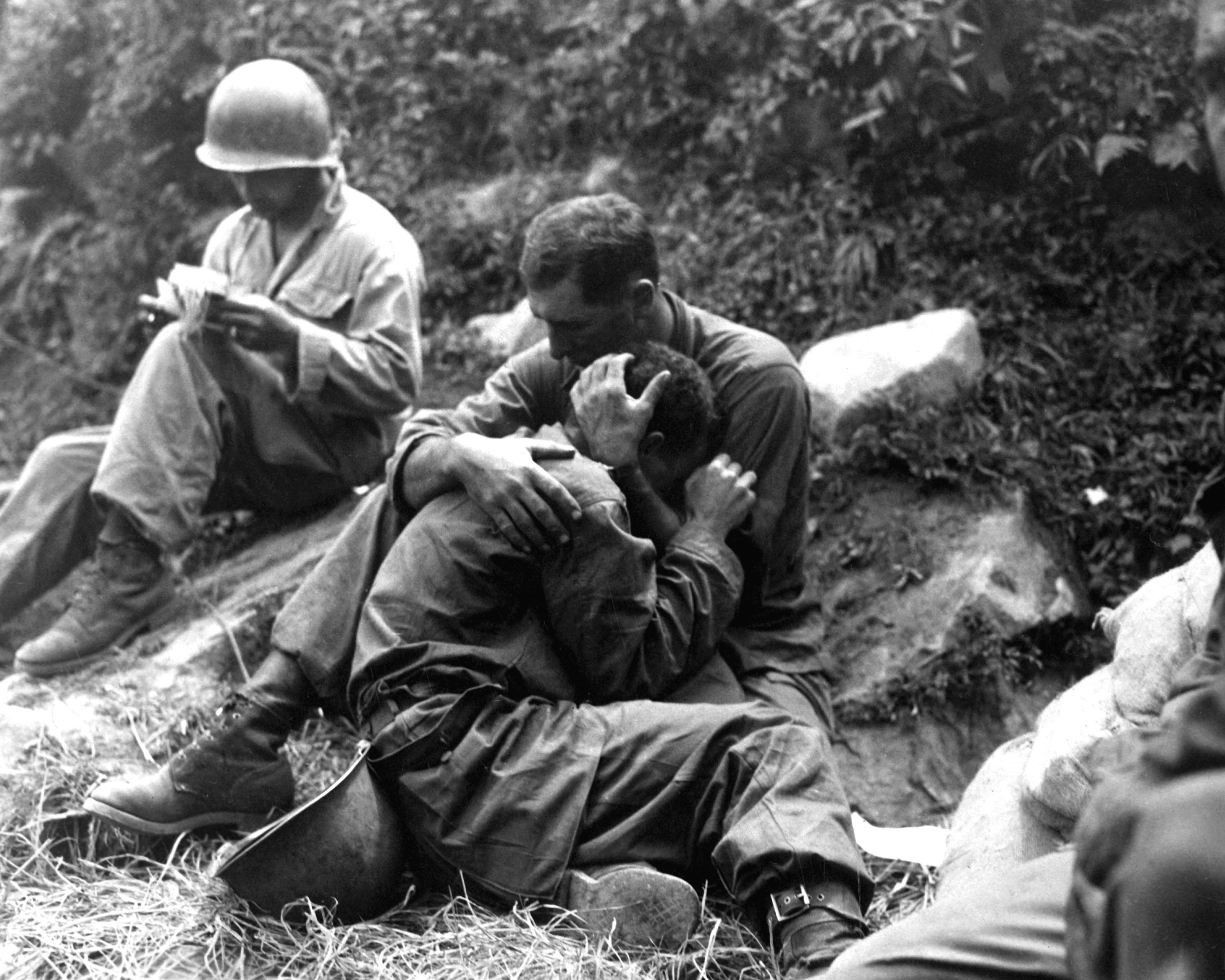
GI مطمئنة للمشاة الحزن

### 1941 - 1949: الصين

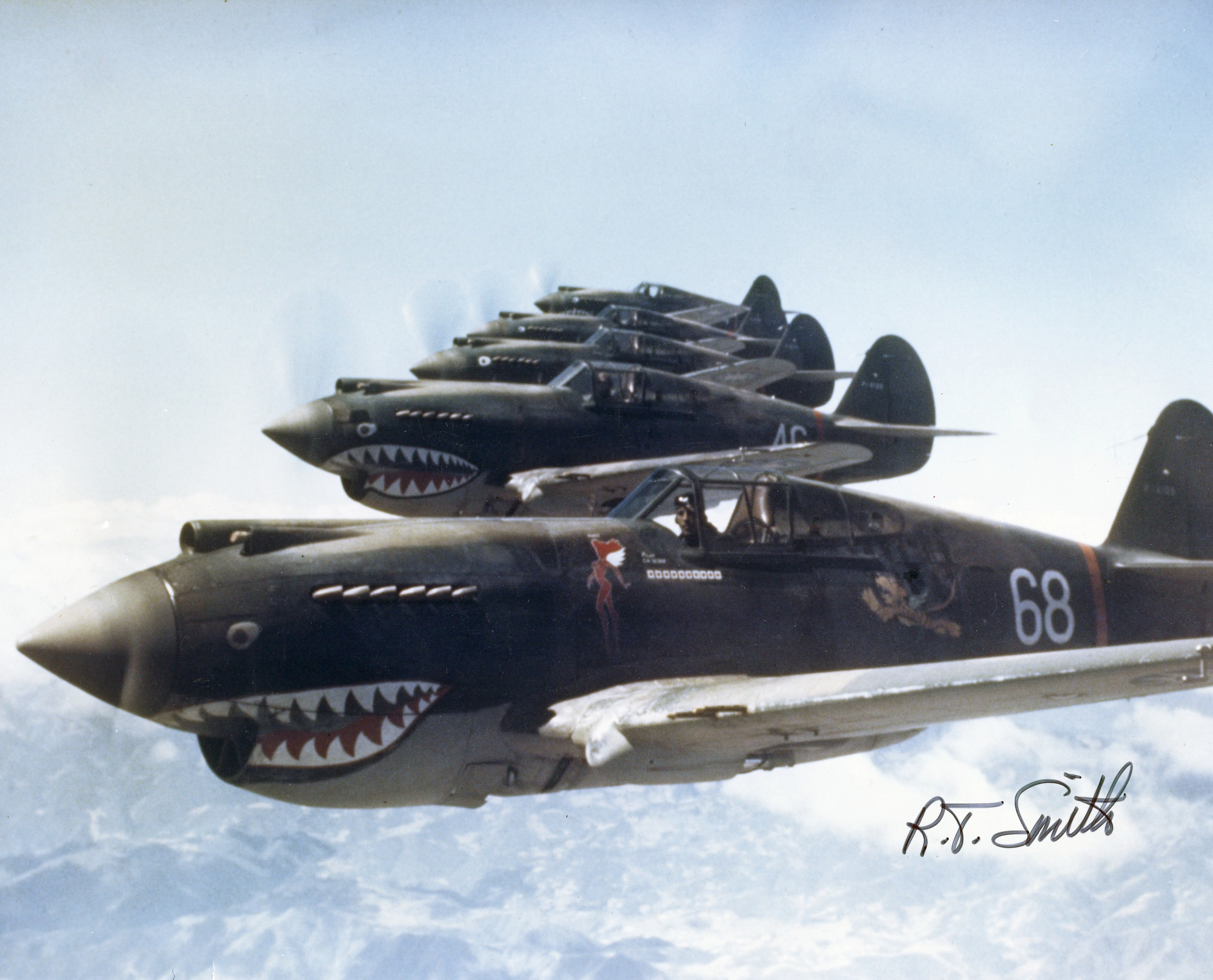
الملائكة الثالثة للسرب من الجحيم، النمور الطائرة، على الصين، تم تصويرها في عام 1942 بواسطة طيار AVG روبرت ت. سميث

### 1944–1954: الفلبين

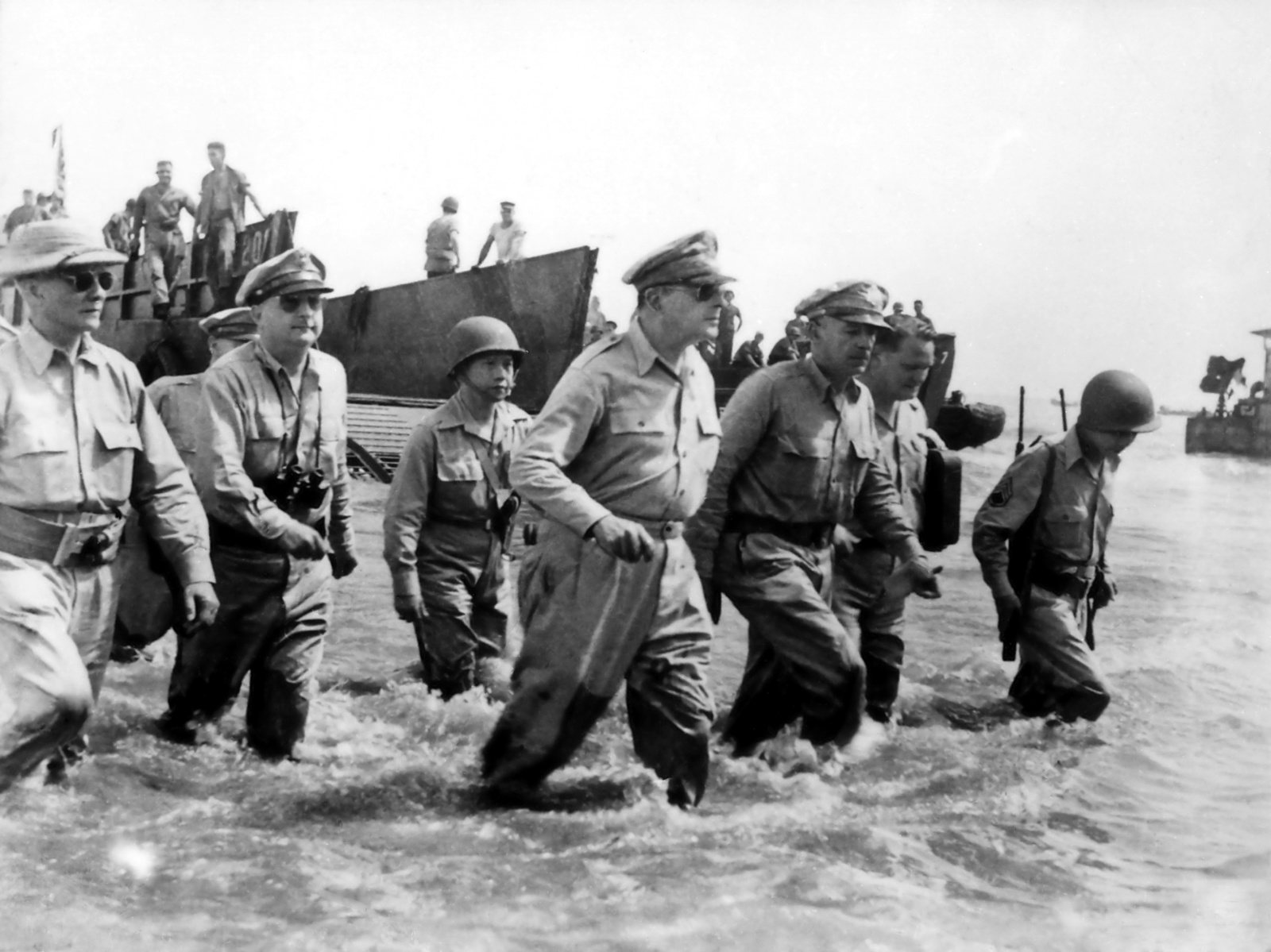
الجنرال دوغلاس ماك آرثر، الرئيس أوسمينا، وهبط طاقم العمل في بالو، ليتي في 20 أكتوبر 1944

## الحرب العالمية الأولى وفترة ما بين الحربين

### 1918–1920: روسيا
In 1918 the U.S. military took part in the تدخل الحلفاء في الحرب الأهلية الروسية to support الحركة البيضاء and overthrow the بلشفية. وودرو ويلسون agreed to send 5,000 القوات البرية للولايات المتحدة troops in the campaign. This force, which became known as the "American North Russia Expeditionary Force" (a.k.a. the Polar Bear Expedition) launched the حملة شمال روسيا from أرخانغلسك، while another 8,000 soldiers, organised as the قوة المشاة الأمريكية، سيبيريا، launched the اجتياح سيبيريا from فلاديفوستوك. The forces were withdrawn in 1920.[بحاجة لمصدر]

## عصر الحرب الباردة

### 1950s

#### 1953: إيران
انقلاب إيران عام 1953 (المعروف في إيران باسم «انقلاب 28 مرداد») هو انقلاب أطاح بحكومة رئيس الوزراء الإيراني محمد مصدق المنتخبة ديمقراطياً في 19 أغسطس 1953. وكان الانقلاب مدبرا ومخططا له من قبل عناصر المخابرات البريطانية والمخابرات الأمريكية؛ اطلقت المخابرات البريطانية على العملية اسم عملية التمهيد بينما اطلقت المخابرات الأمريكية على العملية اسم مشروع أجاكس.
شهد الانقلاب انتقال حكومة محمد رضا بهلوي من ملكية دستورية إلى سلطة استبدادية اعتمدت بشدة على دعم الحكومة الأمريكية للاحتفاظ بالسلطة حتى الإطاحة بها في فبراير 1979.

#### 1961: جمهورية الدومينيكان

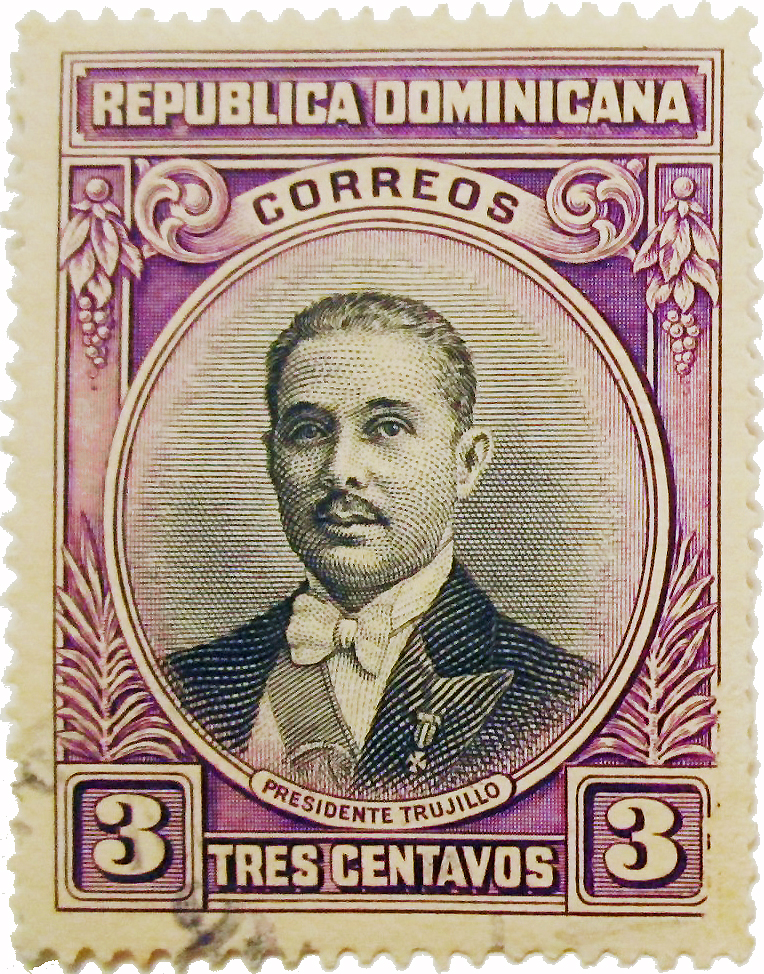
ختم تروخيو من عام 1933

## بعد الحرب الباردة 1991-الآن

### 1990s

#### 1991: العراق
أثناء حرب الخليج عام 1991 وبعدها مباشرة، بثت الولايات المتحدة إشارات تشجع على انتفاضة ضد صدام حسين، المستبد الذي حكم العراق منذ وصوله إلى السلطة في صراع داخلي داخل حزب البعث الحاكم في عام 1979. في 5 فبراير 1991 George HW ألقى بوش كلمة على إذاعة صوت أمريكا قال فيها: «هناك طريقة أخرى لوقف إراقة الدماء: أي أن يأخذ الجيش العراقي والشعب العراقي زمام الأمور بأيديهم ويجبروا صدام حسين، الديكتاتور، على التدخل. جانبا ثم الامتثال لقرارات الأمم المتحدة والانضمام مرة أخرى إلى أسرة الدول المحبة للسلام.» دعا العراق الشعب العراقي إلى الانتفاض ضد صدام. في اليوم التالي لانتهاء حرب الخليج في 1 مارس / آذار 1991، دعا بوش مرة أخرى إلى الإطاحة بصدام حسين. كانت الولايات المتحدة تأمل في حدوث انقلاب ولكن بدلاً من ذلك، اندلعت سلسلة من الانتفاضات في جميع أنحاء العراق بعد الحرب مباشرة. قاد الأكراد العراقيون في الشمال والمليشيات الشيعية في الجنوب اثنتين من أكبر الثورات. افترض المتمردون أنهم سيحصلون على مساعدة مباشرة من الولايات المتحدة، لكن الولايات المتحدة لم تنوي أبدًا تقديم المساعدة للمتمردين. تم سحق الانتفاضات الشيعية من قبل الجيش العراقي بينما كانت البشميجرا أكثر نجاحًا، وحصلت على الحكم الذاتي لأكراد العراق. واجهت إدارة بوش انتقادات شديدة لعدم مساعدة المتمردين بعد تشجيعهم على الانتفاض. كانت الولايات المتحدة قلقة من أنه في حالة سقوط صدام وانهيار العراق، فإن إيران ستكسب القوة. كتب كولن باول عن الفترة التي قضاها كرئيس لهيئة الأركان المشتركة «كانت نيتنا العملية أن نترك بغداد قوة كافية للبقاء كتهديد لإيران التي ظلت معادية بشدة للولايات المتحدة». في نفس الوقت كان جورج إتش. قال بوش إن الولايات المتحدة لم تكن تنوي أبدًا مساعدة أي شخص.

Iraq (orthographic projection)

نجحت الحكومة الأمريكية في تأييد جعل عقوبات ما قبل الحرب أكثر شمولاً، وهو ما فعله مجلس الأمن التابع للأمم المتحدة في أبريل 1991 بتبنيه القرار رقم 687. بعد أن فرضت الأمم المتحدة عقوبات أكثر صرامة، صرح المسؤولون الأمريكيون في مايو 1991 - عندما كان متوقعًا على نطاق واسع أن الحكومة العراقية لصدام حسين تواجه الانهيار- أن العقوبات لن ترفع ما لم يُطاح بصدام. في إدارة الرئيس اللاحقة، اتخذ المسؤولون الأمريكيون موقفًا مفاده أنه يمكن رفع العقوبات إذا امتثل العراق لجميع قرارات الأمم المتحدة التي كان ينتهكها، وليس فقط عمليات التفتيش عن الأسلحة التابعة للأمم المتحدة. كانت آثار العقوبات على السكان المدنيين العراقيين، بما في ذلك معدل وفيات الأطفال، محل نزاع في ذلك الوقت. في حين كان يعتقد على نطاق واسع في ذلك الوقت أن العقوبات تسببت في ارتفاع كبير في معدل وفيات الأطفال، فقد أظهرت الأبحاث الحديثة أن البيانات التي يتم الاستشهاد بها بشكل شائع كانت ملفقة من قبل الحكومة العراقية وأنه «لم يكن هناك ارتفاع كبير في وفيات الأطفال في العراق بعد عام 1990 وأثناء فترة العقوبات.»

#### 1991:هايتي
بعد ثمانية أشهر من ما كان يُعتبر على نطاق واسع أول انتخابات نزيهة أجريت في هايتي،  أطاح الجيش الهايتي بالرئيس المنتخب حديثًا جان برتراند أريستيد. يزعم البعض أن وكالة المخابرات المركزية "دفعت لأعضاء رئيسيين في قوات نظام الانقلاب، الذين تم تحديدهم على أنهم تجار مخدرات، للحصول على معلومات من منتصف الثمانينيات على الأقل حتى الانقلاب".للتدريب في الولايات المتحدة.

#### 1992–1996: العراق
أطلقت وكالة المخابرات المركزية عملية أطلق عليها DBACHILLES، وهي عملية انقلابية ضد الحكومة العراقية، وتجنيد إياد علاوي، الذي ترأس حزب الوفاق الوطني العراقي، وهي شبكة من العراقيين الذين عارضوا حكومة صدام حسين، كجزء من العملية. تضمنت الشبكة ضباطًا في الجيش والمخابرات العراقية، لكن تم اختراقها من قبل أشخاص موالين للحكومة العراقية. كما وجهت وكالة المخابرات المركزية، باستخدام إياد علاوي وشبكته، حملة تخريب وتفجير حكومية في بغداد بين عامي 1992 و 1995. قد تكون حملة قصف وكالة المخابرات المركزية مجرد اختبار للقدرة التشغيلية لشبكة الأصول التابعة لوكالة المخابرات المركزية على الأرض وليس المقصود منها أن تكون إطلاق ضربة الانقلاب نفسها. ومع ذلك، حاول علاوي الانقلاب على صدام حسين في عام 1996. ولم ينجح الانقلاب، ولكن تم تعيين إياد علاوي في وقت لاحق كرئيس للوزراء من قبل مجلس الحكم العراقي المؤقت، الذي كان قد أنشأه التحالف بقيادة الولايات المتحدة في أعقاب الغزو في مارس 2003. واحتلال العراق.

#### 2006-2007: الأراضي الفلسطينية

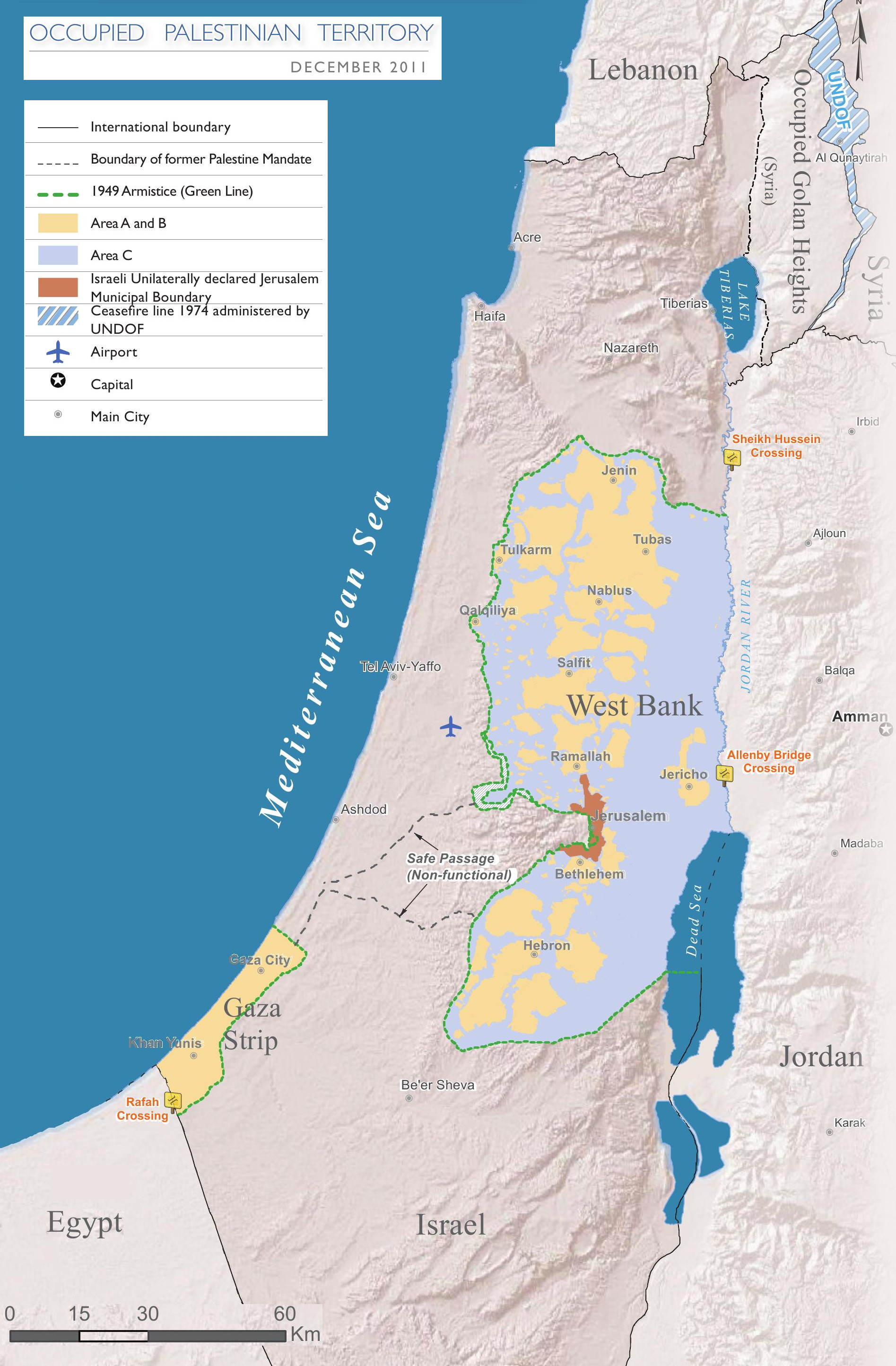
الأراضي الفلسطينية المحتلة

#### 1994–1995: هايتي
بعد أن استولى المجلس العسكري اليميني على هايتي في عام 1991 في انقلاب، كانت للولايات المتحدة في البداية علاقات جيدة معهم. دعمت إدارة جورج بوش الاب المجلس العسكري اليميني. ومع ذلك، بعد الانتخابات العامة الأمريكية عام 1992، وصل بيل كلينتون إلى السلطة. كان كلينتون مؤيدًا لإعادة جان برتران أريستيد إلى السلطة، وكانت إدارته نشطة من أجل عودة الديمقراطية إلى هايتي. وبلغ ذلك ذروته في قرار مجلس الأمن الدولي رقم 940، الذي سمح للولايات المتحدة بقيادة غزو هايتي وإعادة أريستيد إلى السلطة. جهد دبلوماسي قاده الرئيس الأمريكي الأسبق جيمي كارتر. ثم أعطت الولايات المتحدة الحكومة الهايتية إنذارًا نهائيًا: إما أن يتقاعد ديكتاتور هايتي، راؤول سيدراس، بسلام ويسمح لأريستيد بالعودة إلى السلطة، أو يتم غزوها وإجبارها على الخروج. استسلم سيدراس. ومع ذلك، لم يحل القوات المسلحة على الفور. حارب المتظاهرون الجيش والشرطة. أرسلت الولايات المتحدة الجيش لوقف العنف، وسرعان ما تم قمعه. عاد أريستيد لقيادة البلاد في أكتوبر 1994. وترأس كلينتون وهو في الاحتفالات وانتهت رسميًا عملية التمسك بالديمقراطية في 31 مارس 1995[بحاجة لمصدر]

### 2000S

#### ما بعد 2006: سوريا
منذ عام 2006، قدمت وزارة الخارجية الأميركية تمويلا بمبلغ لا يقل عن ستة ملايين دولار لمجموعة من السوريين في المنفى لتشغيل قناة بردى الفضائية المناهضة للحكومة السورية. وقد استمر هذا الدعم السري في ظل إدارة أوباما، حتى مع قيام الولايات المتحدة بإعادة بناء علاقاتها علانية مع بشار الأسد.
في أبريل 2011، بعد اندلاع الحرب الأهلية السورية في أوائل عام 2011، حث ثلاثة أعضاء مجلس الشيوخ الأمريكيين، الجمهوريان جون ماكين وليندساي جراهام، والمستقل جو ليبرمان، في بيان مشترك، الرئيس أوباما على «التصريح بشكل لا لبس فيه» بأن «حان وقت الذهاب». في أغسطس 2011، دعت الحكومة الأمريكية الرئيس السوري بشار الأسد إلى «التنحي» وفرضت حظراً على النفط السوري لتجعل الحكومة تجثوا على ركبتيها. ابتداءً من عام 2013، قدمت الولايات المتحدة أيضًا التدريب والأسلحة والأموال للمتمردين السوريين المعتدلين، وفي عام 2014، إلى المجلس العسكري الأعلى. في عام 2015، أكد أوباما من جديد أن «الأسد يجب أن يرحل».

#### 2007: إيران
في عام 2007، سعت إدارة بوش إلى الحصول على تمويل من الكونغرس للقيام بأعمال سرية في إيران، وقد تلقت ذلك. ووفقًا للمذكرة الرئاسية الذي وقعها بوش، كان الهدف تقويض القيادة الدينية الإيرانية. وقال مصدر مطلع على محتويات المذكرة لصحيفة نيويوركر إن العمليات تركزت على «تقويض طموحات إيران النووية ومحاولة تقويض الحكومة من خلال تغيير النظام».

### 2010S

#### 2015 إلى الوقت الحاضر: اليمن
تدعم الولايات المتحدة تدخل المملكة العربية السعودية في الحرب الأهلية اليمنية. بدأت الحرب الأهلية اليمنية في عام 2015 بين الجانبين اللذين يدعي كل منهما دعم الحكومة الشرعية في اليمن، وهما: القوات الحوثية، التي تسيطر على العاصمة صنعاء وتدعم الرئيس السابق علي عبد الله صالح، والقوات المتمركزة في عدن الموالين لحكومة عبد ربه منصور هادي. ويهدف الهجوم الذي تقوده السعودية إلى إعادة السلطة لحكومة الرئيس هادي. تم إدانة التدخل الذي تقوده المملكة العربية السعودية على نطاق واسع بسبب القصف الواسع للمناطق الحضرية وغيرها من المناطق المدنية، بما في ذلك المدارس والمستشفيات.
يدعم الجيش الأمريكي التحالف التي تقودها السعودية بالمعلومات الاستخباراتية، والمساعدة في الاستهداف والدعم اللوجستي، بما في ذلك التزود بالوقود الجوي. كما تقدم الولايات المتحدة الأسلحة والقنابل، بما في ذلك، حسب تقرير هيومن رايتس ووتش (HRW)، القنابل العنقودية المحظورة عالمياً والتي تستخدمها المملكة العربية السعودية في النزاع.
كما تدعم الولايات المتحدة المجهود الحربي على الأرض، بقواتها التي تحمل اسم قوات «القبعات الخضراء» على الحدود اليمنية مع المملكة العربية السعودية، وتم تكليف هذه القوات في البداية مساعدة السعوديين على تأمين الحدود، وتم توسيع المساعدات فيما بعد لاكتشاف وتدمير مخابئ الصواريخ البالستية لدى الحوثيين، وأماكن اطلاقها، فيما أشار السناتور تيم كين بـ«عدم وضوح الاهداف بين التدريب وتزويد المهمات والقتال».
تعرضت الولايات المتحدة لانتقادات لتقديمها الأسلحة والقنابل مع العلم أن القصف السعودي استهدف المدنيين بشكل عشوائي وانتهك قوانين الحرب.
قيل أن الحكومة الأمريكية "من الناحية القانونية" "مشاركة في النزاع، وفي هذه الحالة يمكن محاكمة الأفراد العسكريين الأمريكيين بتهمة ارتكاب جرائم حرب.
واتهم سيناتور أمريكي الولايات المتحدة بتواطؤ في الكارثة الإنسانية في اليمن، حيث يواجه الملايين المجاعة.
اعتبارًا من مايو 2018، وصلت الحرب الأهلية إلى طريق مسدود، ووفقا للأمم المتحدة، أن ما يصل إلى 13 مليون مدني يمني يواجهون المجاعة.
في أغسطس 2019 ذكر تقرير صادر عن الأمم المتحدة، أن الولايات المتحدة الأميركية، وبريطانيا وفرنسا، يحتمل ان تكون متواطئة في جرائم حرب في اليمن، عبر تسليح وتقديم الدعم للتحالف الذي تقوده السعودية والذي يتضور جوعاً عن المدنيين كتكتيك حرب.